# Pelidnoptera fuscipennis
Pelidnoptera fuscipennis är en tvåvingeart som först beskrevs av Johann Wilhelm Meigen 1830.  Pelidnoptera fuscipennis ingår i släktet Pelidnoptera och familjen tusenfotingflugor. Arten är reproducerande i Sverige. Inga underarter finns listade i Catalogue of Life.